# Orifice aortique du cœur
L'orifice aortique (ou ostium aortique ) est l'ouverture du cœur située entre le ventricule gauche et le bulbe de l'aorte permettant l'évacuation du sang oxygéné dans la circulation générale.

## Structure
L'orifice aortique est de forme circulaire ou légèrement ovale d'un diamètre moyen de 20 à 25 mm. Il est situé en avant et à droite de l'orifice auriculo-ventriculaire gauche, dont il est séparé par la cuspide antérieure de la valve atrio-ventriculaire gauche.
Il est consolidé par l'anneau aortique qui forme une structure fibreuse qui sert de support à la valve aortique.